# Madakuhosahalli, Chik Ballapur
Madakuhosahalli là một làng thuộc tehsil Chik Ballapur, huyện Kolar, bang Karnataka, Ấn Độ.